# World Athletics Indoor Tour
IAAF World Indoor Tour – coroczny cykl halowych mityngów lekkoatletycznych pod auspicjami IAAF, odbywający się od 2016 roku. Stanowi halowy odpowiednik Diamentowej Ligi. 
Lista konkurencji, zaliczanych do cyklu World Indoor Tour, zmienia się co roku. Jednym z mityngów, wchodzących od 2017 w skład cyklu jest Copernicus Cup w Toruniu. Spośród polskich zawodników zwycięstwa w tym cyklu odnosili: Adam Kszczot (bieg na 800 m: 2016, 2018), Piotr Lisek (skok o tyczce: 2018, 2024), Joanna Jóźwik (bieg na 800 m: 2017), Ewa Swoboda (bieg na 60 m: 2019), Justyna Święty-Ersetic (bieg na 400 m: 2020, 2022) oraz Konrad Bukowiecki (pchnięcie kulą: 2022).

## Mityngi IAAF World Indoor Tour
| Mityng                                | Stadion                                                                                 | 2016 | 2017 | 2018 | 2019 | 2020 | 2021 | 2022 | 2023 |
| ------------------------------------- | --------------------------------------------------------------------------------------- | ---- | ---- | ---- | ---- | ---- | ---- | ---- | ---- |
| New Balance Indoor Grand Prix         | Reggie Lewis Track and Athletic Center, Boston Ocean Breeze Athletic Complex, Nowy Jork | X    | X    | X    | X    | X    | X    | X    | X    |
| Weltklasse in Karlsruhe               | Dm-Arena, Karlsruhe                                                                     | X    | X    | X    | X    | X    | X    | X    | X    |
| Birmingham Indoor Grand Prix          | Arena Birmingham, Birmingham Commonwealth Arena, Glasgow                                | X    | X    | X    | X    | X    | -    | X    | X    |
| Copernicus Cup                        | Arena Toruń, Toruń                                                                      | -    | X    | X    | X    | X    | X    | X    | X    |
| Villa De Madrid Indoor Meeting        | Gallur, Madryt                                                                          | -    | -    | X    | X    | X    | X    | X    | X    |
| Meeting Hauts-de-France Pas-de-Calais | Arena Stade Couvert de Liévin, Liévin                                                   | -    | -    | -    | -    | X    | X    | X    | X    |
| Millrose Games                        | Fort Washington Avenue Armory, Nowy Jork                                                | -    | -    | -    | -    | -    | -    | X    | X    |
| Banskobystricka latka                 | Stiavnicky Sport Hall, Bańska Bystrzyca                                                 | -    | -    | -    | -    | -    | X    | -    | -    |
| PSD Bank Meeting                      | Arena-Sportpark, Düsseldorf                                                             | -    | X    | X    | X    | X    | -    | -    | -    |
| Globen Galan                          | Ericsson Globe, Sztokholm                                                               | X    | -    | -    | -    | -    | -    | -    | -    |